# Computerspelontwerp

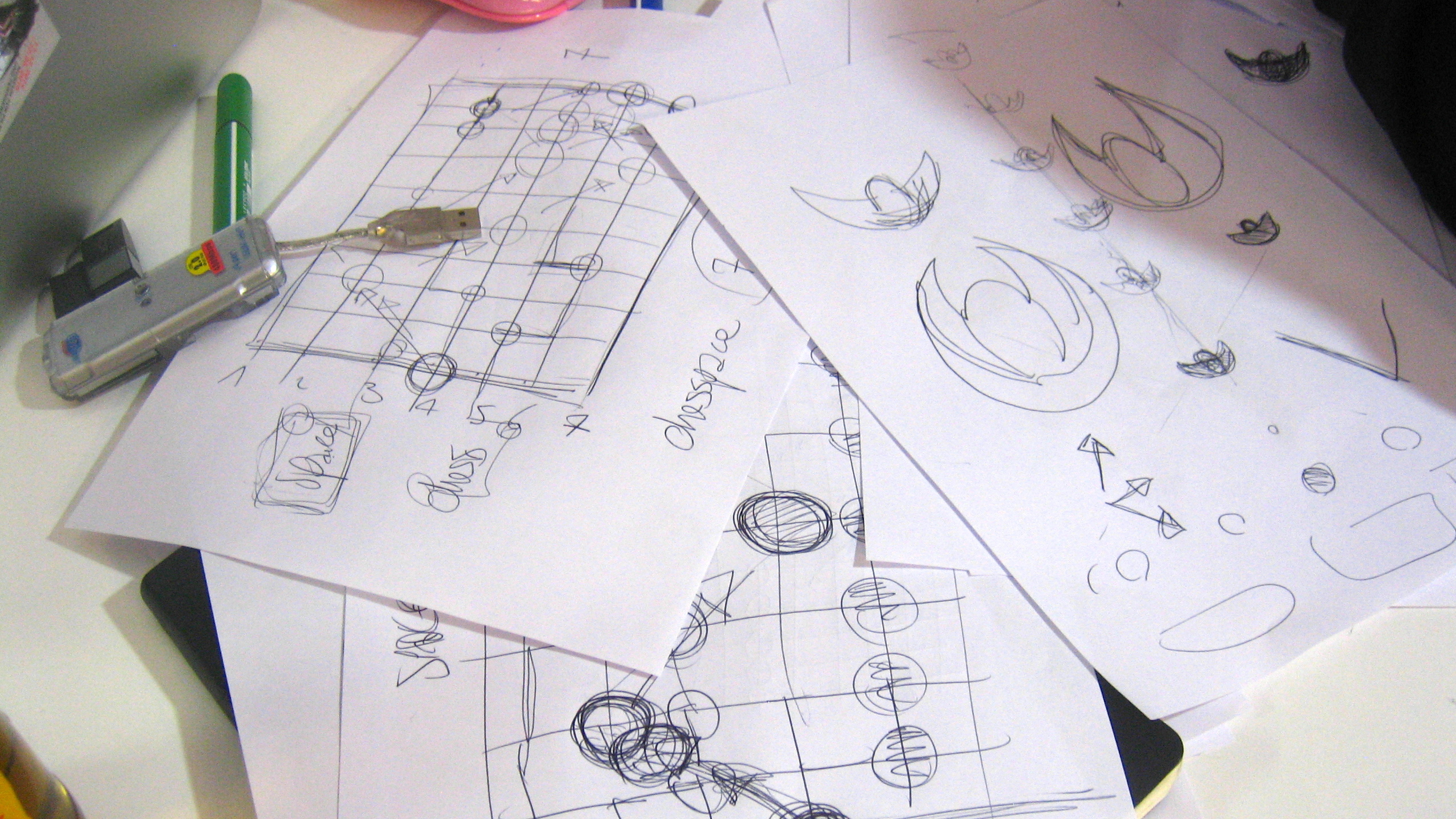
Schetsen voor het ontwerp van een computerspel.

Het ontwerpen van de spelmechanica.

Computerspelontwerp is het proces waarbij de regels, speelwereld, personages, missies en het verhaal van een computerspel worden ontwikkeld. Iemand die zich bezighoudt met het ontwerpen van computerspellen wordt een computerspelontwerper genoemd. Vaak worden ook de Engelstalige termen game design of game designer (voor een persoon) gebruikt. Bij het ontwerpen van computerspellen draait het om het creëren van de mechanismen en regels, die samen de gameplay of speelervaring wordt genoemd.

## Beschrijving
Traditioneel gezien werkt een computerspelontwerper meerdere concepten, schetsen, of prototypes uit, om het globale idee voor een nieuw computerspel op te stellen. Een computerspelontwerper werkt hierbij samen met andere computerspelontwikkelaars, die zijn gespecialiseerd op het gebied van programmeren, graphics, animaties, muziek, geluid en kwaliteitscontrole. Computerspelontwerpers kunnen ook bijvoorbeeld werken aan concepten uit andere gebieden, zoals psychologie, interactie en productontwerp.
Een level designer is een type game designer die het levelontwerp bedenkt voor spellen. Het specifieke verschil tussen een level designer en een game designer is dat de level designer de elementen gebruikt die door de game designer worden aangeleverd.
De wetenschap die speelervaring of gameplay onderzoekt heet ludologie. De term wordt historisch gebruikt om de studie van bordspellen aan te duiden. Vanaf 2001 gebruikt een groep computerspeldeskundigen de term echter om de studie van computerspellen aan te duiden.

## Opleidingen en prijzen
Een academische graad als bachelor of master in game design kan worden behaald aan de Hogeschool voor de Kunsten in Utrecht en LUCA School of Arts in het Belgische Genk.
Jaarlijks worden er prijzen uitgereikt voor beste game design, onder meer tijdens het Amerikaanse The Game Awards, de Britse Golden Joystick Awards en de Nederlandse Dutch Game Awards.

## Bekende computerspelontwerpers
- Aleksej Pazjitnov, Russisch ontwerper, bekend van Tetris
- Arjan Brussee, Nederlands ontwerper, bekend van Jazz Jackrabbit
- Gabe Newell, Amerikaans ontwerper, bekend van Half-Life
- Markus Persson, Zweeds ontwerper, bekend van Minecraft
- Shigeru Miyamoto, Japans ontwerper, bekend van Super Mario Bros.
- Sid Meier, Amerikaans ontwerper, bekend van Civilization
- Will Wright, Amerikaans ontwerper, bekend van SimCity
- Yu Suzuki, Japans ontwerper, bekend van Shenmue